# Комаревич Василь Федорович
Комаревич Василь Федорович (26 квітня 1891, с. Дубрівка, нині Баранівський район, Житомирська область — 11 жовтня 1927, м. Володимир) — вояк Армії УНР, політик, посол до Сейму (1922—1923).

## Біографія
Закінчив Варшавський університет (1914). Член УСДРП. Під час Першої світової війни воював у російській армії.
Вступив у Армію УНР, до кінця 1920 служив у 2-й Волинській дивізії Армії УНР. Перебував у таборах для інтернованих у Польщі.
Після звільнення учителював у Володимирі, очолював місцевий осередок товариства «Просвіта». 1922 обраний від Блоку національних меншин послом Сейму Польщі (член конституційної комісії та комісії громадських робіт), у березні 1923 став секретарем Українського сеймового клубу. В липні того ж року позбавлений посольського мандата на підставі рішення Найвищого суду Польщі через відсутність польського громадянства. 
Автор низки статей в українських періодичних виданнях Волині.